# Júnior Maranhão
Francisco Pereira da Costa Júnior, mais conhecido por Júnior Maranhão (Colinas, 16 de junho de 1977) é um ex-futebolista brasileiro que atuava como volante.

## Carreira
Iniciou sua carreira futebolista no Moto Club de São Luís do Maranhão. Após saída do Papão do Norte, o atleta defendeu vários clubes do futebol brasileiro, entre eles: Imperatriz-MA, Americano-MA, Figueirense-SC, Sergipe, Ituano, Santa Cruz, Oita Trinita (Japão), Sport (onde foi campeão da Copa do Brasil de 2008), Mirassol, Campinense Clube, Rio Branco-SP, Sport Barueri-SP.
Em 2012, foi contratado para atuar no Paysandu.
Em dezembro de 2012, praticamente inutilizado no Campeonato Brasileiro da Série C, Júnior Maranhão deixa à Curuzu e não faz mais parte dos planos para a temporada 2013.
Júnior Maranhão que já atuou em várias competições em nível nacional, hoje após ter parado de jogar profissionalmente, estava atuando no campeonato Os Quarentões, em Floriano.

## Títulos
Sport
- Copa do Brasil: 2008[3]